# (14582) Conlin
(14582) Conlin (1998 RK49) – planetoida z grupy pasa głównego asteroid okrążająca Słońce w ciągu 3,39 lat w średniej odległości 2,26 j.a. Odkryta 14 września 1998 roku.